# SS Vaitarna
El SS Vaitarna, conocido popularmente como Vijli o Haji Kasam ni Vijli, fue un buque de vapor propiedad de A J Shepherd & Co, Bombay, que desapareció el 8 de noviembre de 1888 frente a la costa de la región de Saurastra, en Gujarat (India), en una tormenta ciclónica durante una travesía de Mandvi a Bombay. Más de 740 personas a bordo desaparecieron en la catástrofe. El incidente dio lugar a la creación de tradiciones y canciones náuticas.

## Hundimiento
El SS Vaitarna fondeó en el puerto de Mandvi el 8 de noviembre de 1888, jueves (Vikram Samvat 1945 Kartik Sud Pancham), a mediodía y partió hacia Dwarka tras llevar 520 pasajeros a bordo. Llegó a Dwarka y tuvo algunos pasajeros más a bordo, llegando a 703 en número. Partió hacia Porbandar. Aunque, según las crónicas, el administrador del puerto de Porbandar, Lelie, dijo al capitán que no se adentrara en el mar, las investigaciones posteriores no corroboraron esta afirmación. Debido al mal tiempo, no se detuvo en Porbandar y se dirigió directamente a Bombay. Al atardecer, fue visto frente a la costa de Mangrol, y más tarde por la noche algunas personas afirmaron que fue visto naufragar cerca de Madhavpur (Ghed) en medio de una fuerte tormenta. Al día siguiente fue declarado desaparecido.